# Gajah Rejo
Gajah Rejo is een bestuurslaag in het regentschap Pasuruan van de provincie Oost-Java, Indonesië. Gajah Rejo telt 4054 inwoners (volkstelling 2010).